# Northern Ireland Open
Northern Ireland Open – profesjonalny, rankingowy turniej snookerowy. Pierwszy raz został rozegrany w sezonie 2016/17.
Jest to pierwszy w historii turniej rozgrywany w Irlandii Północnej. Obecnie jest rozgrywany w Waterfront Hall w Belfaście.

## Zwycięzcy
| Rok  | Zwycięzca     | Przeciwnik        | Wynik | Sezon   |
| ---- | ------------- | ----------------- | ----- | ------- |
| 2016 | Mark King     | Barry Hawkins     | 9 – 8 | 2016/17 |
| 2017 | Mark Williams | Yan Bingtao       | 9 – 8 | 2017/18 |
| 2018 | Judd Trump    | Ronnie O’Sullivan | 9 – 7 | 2018/19 |
| 2019 | Judd Trump    | Ronnie O’Sullivan | 9 – 7 | 2019/20 |
| 2020 | Judd Trump    | Ronnie O’Sullivan | 9 – 7 | 2020/21 |
| 2021 | Mark Allen    | John Higgins      | 9 – 8 | 2021/22 |
| 2022 | Mark Allen    | Zhou Yuelong      | 9 – 4 | 2022/23 |
| 2023 | Judd Trump    | Chris Wakelin     | 9 – 3 | 2023/24 |
| 2024 | Kyren Wilson  | Judd Trump        | 9 – 3 | 2024/25 |